# Kulczycki-Palais

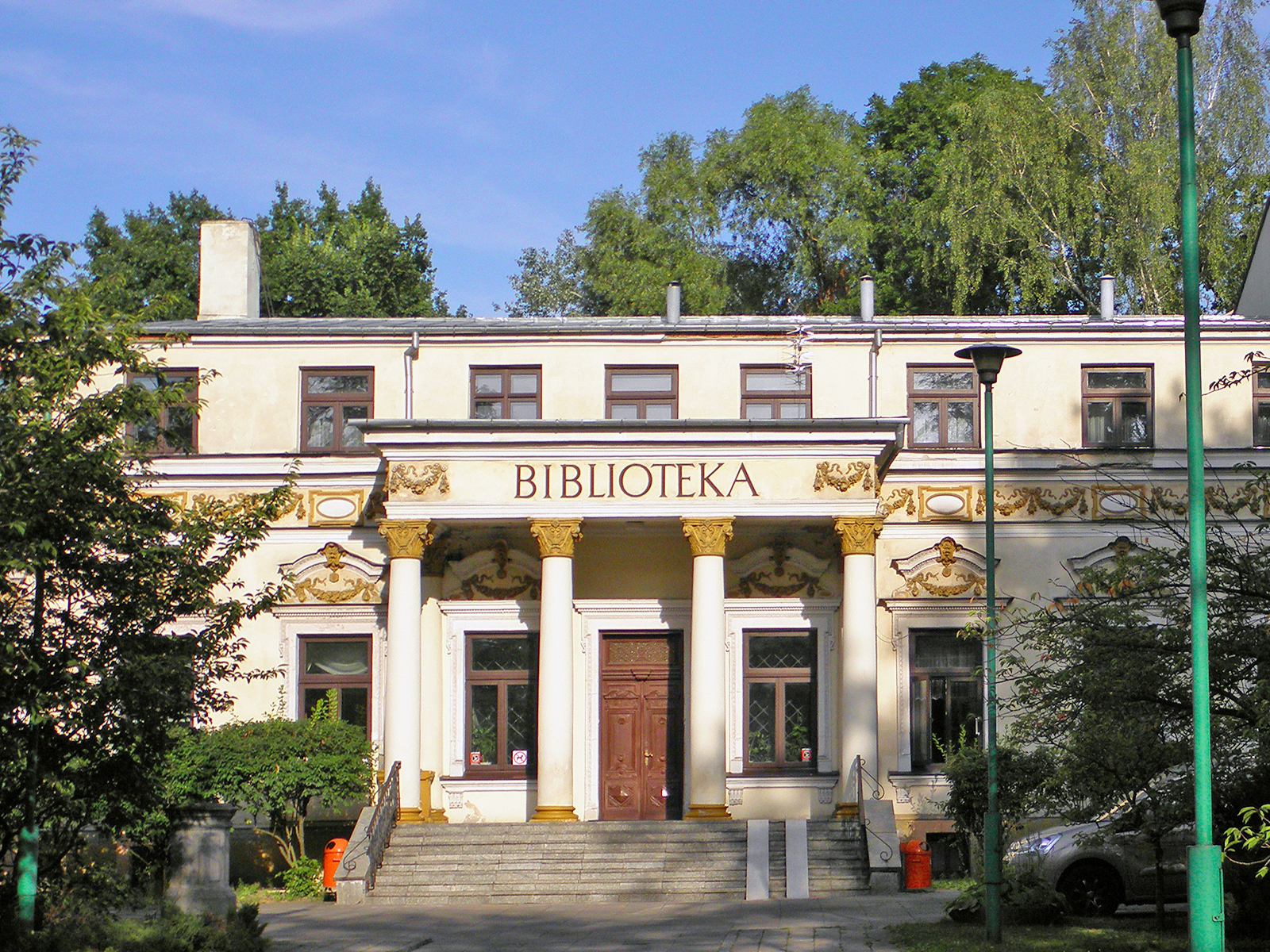
Kulczycki-Palais (2012)

Das Kulczycki-Palais ist ein denkmalgeschütztes Gebäude in Radom in der Woiwodschaft Masowien in Polen. Es dient seit 1992 als Bibliothek.

## Geschichte
Das Palais in der ulica Piłsudskiego 12 wurde 1892 durch den Notar Włodzimierz Kulczycki erbaut. Die Bank Handlowy kaufte es 1896 und erweiterte es um ein zweites Stockwerk. Nach dem Überfall auf Polen diente es im Zweiten Weltkrieg als Fernmeldeamt. Nach der Renovierung wurde dort am 21. Oktober 1945 das städtische Museum mit einer Ausstellung über polnische Malerei eröffnet. Im Jahr 1964 wurde es zum Regionalmuseum erweitert.

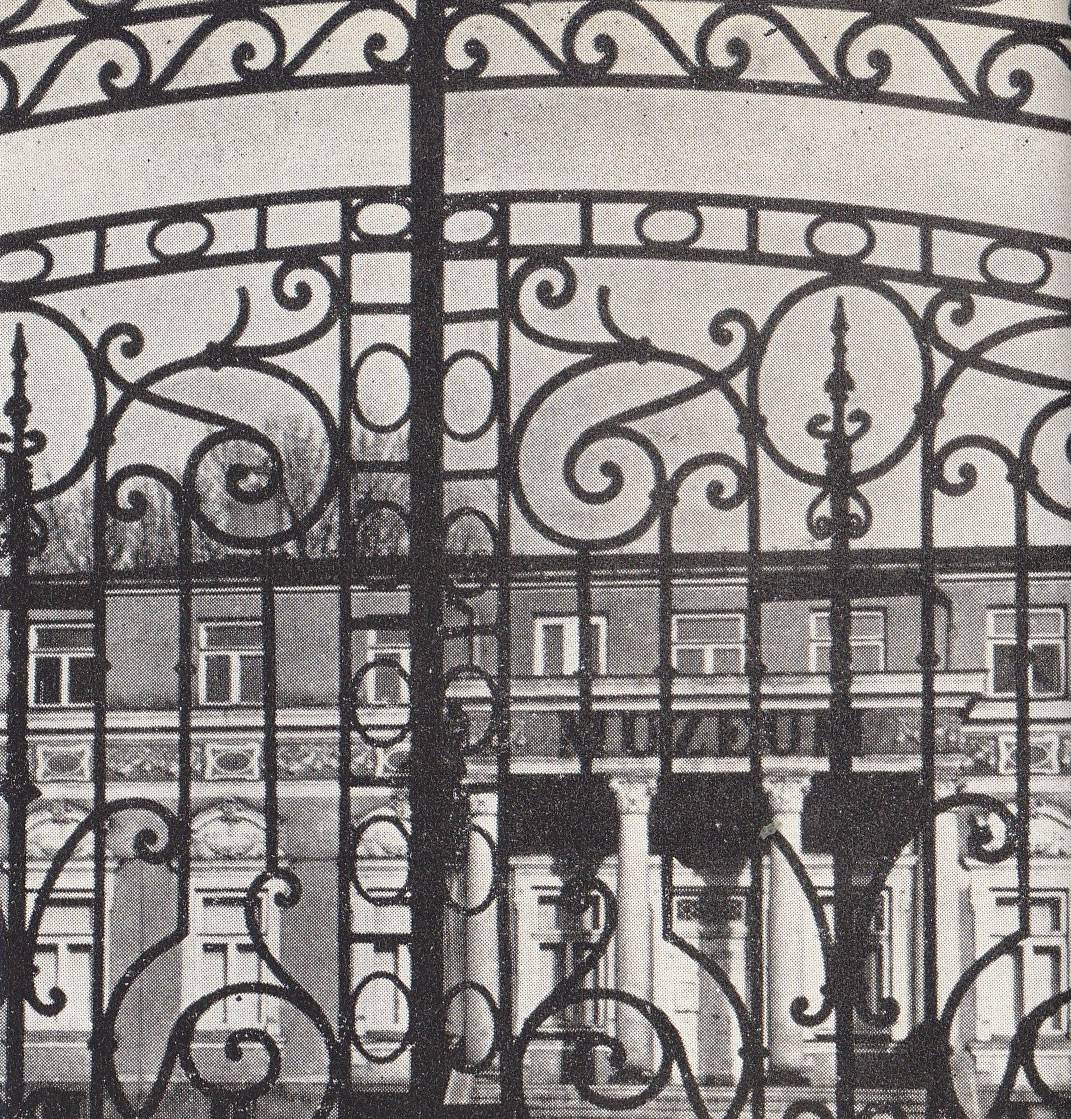
Schmiedeeisernen Zaun (1975)

Mit der Schaffung der Woiwodschaft Radom wurde das Museum im Juli 1975 in ein Bezirksmuseum (Muzeum Okręgowe w Radomiu) umgewandelt. Es erhielt im folgenden Jahr das Gebäude des ehemaligen Piaristen-Kollegs (Rynek 11). Die wissenschaftliche und pädagogische Abteilung verblieb bis 1990 vom Kulczycki-Palais um. Nach deren Auszug wurde dort 1992 die Woiwodschaftsbibliothek eingerichtet, die 1999 nach Auflösung der Woiwodschaft als Stadtbibliothek (Miejska Biblioteka Publiczna im. Józefa Andrzeja i Andrzeja Stanisława Załuskich) dient.
Das Gebäude wurde am 5. Januar 1984 unter der Nummer 232/A/84 in die nationale Denkmalliste der Woiwodschaft eingetragen. Unter der Nummer 537/A/93 wurde am 25. November 1993 der Denkmalschutz auf den Garten und den schmiedeeisernen Gitterzaun erweitert.